# Liebenswiller
Liebenswiller – miejscowość i gmina we Francji, w regionie Grand Est, w departamencie Górny Ren.
Według danych na rok 1990 gminę zamieszkiwało 159 osób, 41 os./km².